# HMVS Albert
HMVS Albert – australijska kanonierka typu Rendel zbudowana w 1884 dla Victorian Colonial Navy, w późniejszym czasie przejęta przez RAN.

## Historia
Kanonierka HMVS „Albert” została zbudowana w stoczni Armstrong, Mitchell and Co w Elswick na zamówienie Victorian Colonial Navy.  Okręt mierzył 115 stóp długości (35 m), 25 stóp szerokości (7,6 m), jego zanurzenie wynosiło 9,6 stopy (2,92 m), a wyporność 350 ton.  Uzbrojony był w pojedynczą armatę 8-calową (203,2 mm), pojedynczą armatę 6-calową (152,4 mm), dwie pojedyncze armaty 9-funtowe i jednolufową kartaczownicę Nordfelta (25,4 mm).  Napęd okrętu stanowiły dwa silniki parowe o mocy łącznej 400 KM. Prędkość maksymalna wynosiła 10 węzłów.
Okręt został wodowany w styczniu 1884, po czym wraz z HMVS „Victoria” i „Childers” wyruszył w podróż do Australii gdzie przybył 25 czerwca.
Okręt służył w Victorian Colonial Navy do 1893, kiedy to został wycofany do rezerwy, dwa lata później został sprzedany do Departamentu Robót Publicznych Wiktorii (Victorian Public Works Department). Po wybuchu I wojny światowej „Albert” został przejęty przez RAN z zamiarem przebudowania go na holownik. Prace zostały przerwane w 1917 z powodu zbyt dużych kosztów i we wrześniu 1917 „Albert” został sprzedany firmie z Sydney, która używała do jako lichtugi.